# Eudonia mesoleuca
Eudonia mesoleuca là một loài bướm đêm trong họ Crambidae.